# Каратепе (рид)
Каратепе е най-северозападният планински рид на Странджа, разположен на територията на Бургаска и Ямболска област.
Ридът се простира от югозапад на североизток на около 50 км, а ширината му варира от 20 км на югозапад до 6 – 7 км на североизток. На север се простира до долината на Средецка река, която протича по южната периферия на Бургаската низина, а на югоизток долината на Факийска река го отделя от същинската част на Странджа и северният ѝ рид Босна. На югозапад долината на Поповска река (ляв приток на Тунджа) го отделя от Дервентските възвишения, а на северозапад, в района на село Стефан Караджово се съединява с най-южните разклонения на Бакаджиците.
Билото му е плоско и слабо нахълмено с надморска височина от 350 – 450 м на югозапад, до 150 – 200 м на североизток. Най-високата му точка връх Сарлъка (472,8 м) се издига в най-югозападната му част, на около 2 км североизточно от село Вълчи извор. На около 8 км североизточно от него е вторият му по височина връх Каратепе (433,4 м). Изграден е главно от гранити и гранодиорити. При село Стефан Караджово бликат минерални извори. Климатът е преходно средиземноморски. Отводнява се от десните притоци (Каракютючка река и др.) на Средецка река, левите притоци на Факийска река и десните притоци (Крушевска река и др.) на Поповска река. Излужени канелени горски почви. Билните части на рида са обрасли с широколистни гори, а склоновете са заети от пасища и малко обработваеми земи. Благоприятни условия за развитие на животновъдство.
По склоновете и периферията на рида са разположени 2 града Болярово и Средец и 17 села: Белила, Вълчаново, Вълчи извор, Голямо Буково, Голямо Крушево, Горска поляна, Гранитец, Драчево, Момина църква, Проход, Пънчево, Росеново, Ружица, Синьо камене, Сливово, Стефан Караджово и Факия.
През рида Каратепе преминават участъци от 3 пътя от Държавната пътна мрежа:
- От югозапад на североизток, по билото му, от град Болярово до град Средец, на протежение от 45,5 км – участък от второкласен път № 79 Елхово – Средец – Бургас;
- В източната му част, от югоизток на северозапад, на протежение от 12,9 км – участък от третокласен път № 795 Средец – Житосвят – Карнобат;
- В източната му част, от югоизток на северозапад, на протежение от 11 км – участък от третокласен път № 908.[1]

В североизточната му част, на 8 км южно от град Средец е разположена хижа „Божура“, която предлага чудесни условия за спорт и туризъм в района.

## Топографска карта
- Лист от карта K-35-55. Мащаб: 1 : 100 000.
- Лист от карта K-35-66. Мащаб: 1 : 100 000.
- Лист от карта K-35-67. Мащаб: 1 : 100 000.